# Crime dans les coulisses
Pour plus de détails, voir Fiche technique et Distribution.
Crime dans les coulisses (Έγκλημα στα παρασκήνια (Églimia sta paraskinia)) est un film grec réalisé par Dinos Katsouridis et sorti en 1960.
Crime dans les coulisses est le premier film grec « hitchcockien ». L'image (et les angles de vue), le rythme, le montage et la musique (mélange de jazz et de rock n' roll) ont donné au film une qualité qui lui valut d'être un des rares films grecs distribué aux USA.

## Synopsis
Une célèbre actrice est retrouvée assassinée dans sa loge fermée à clé de l'intérieur. L'inspecteur Bekas (Titos Vandis) a trois suspects : Charis Apostolidis, le play-boy de la troupe qui s'est disputé avec l'actrice plus tôt dans la soirée ; sa collègue et rivale Elena Pavlidis et enfin un inconnu, aperçu dans les couloirs dans la soirée. L'inspecteur mène l'enquête aidé du journaliste Makris. Ils finissent par découvrir que l'assassin est un quatrième homme, Pavlos Stefanou, ami et « protecteur » de la victime. Il s'avère aussi que l'inconnu venu rendre visite à l'actrice assassinée n'était autre que son mari que tous croyaient mort depuis la seconde guerre mondiale. Le mari et Thaleia Chalkia (Georges Sarri), une autre actrice de la troupe faisaient chanter Stefanou depuis le meurtre.

## Fiche technique
- Titre : Crime dans les coulisses
- Titre original : Έγκλημα στα παρασκήνια (Églimia sta paraskinia)
- Réalisation : Dinos Katsouridis
- Scénario : Giannis Maris (el) d'après son roman du même titre
- Direction artistique :
- Décors : Marinela Aravanitou
- Costumes :
- Photographie : Aristeidis Karydis-Fuchs
- Son : Yannis Smyrnaios
- Montage : Dinos Katsouridis
- Musique : Mimis Plessas
- Production : Damaskinos-Michaïlidis (el) S.A., Techni S.A
- Pays d'origine :  Grèce
- Langue : grec
- Format : Noir et blanc
- Genre : Film noir
- Durée : 90 minutes
- Dates de sortie : 1960

## Distribution
- Alekos Alexandrakis
- Maro Kontou (el)
- Hristos Tsaganeas (en)
- Titos Vandis
- Aliki Georgouli (el)
- Zorz Sarri (en)
- Dimos Starenios (el)
- Vassílis Avlonítis

## Récompenses
- Semaine du cinéma grec 1960 (Thessalonique) : meilleure actrice dans un second rôle (Georges Sarri) et meilleure photographie